# Anse de Quiberon
Pour les articles homonymes, voir Quiberon (homonymie).
Ne doit pas être confondu avec Baie de Quiberon.
L'anse de Quiberon est une baie située à l'ouest de la Grande Terre des îles Kerguelen dans les Terres australes et antarctiques françaises (TAAF). Il s'agit d'une sous-division de la baie du Noroît ouvrant sur l'océan Indien.

## Géographie

### Situation
L'anse de Quiberon est une sous-division de la baie du Noroît située sur la côte ouest de la Grande Terre. L'anse est localisée entre la crique du Sac à Plomb au nord et est entourée de nombreux lacs dont le plus important est le lac du Val Mort au sud-est.
Il s'agit d'une petite baie large de 1,2 km au maximum et de 500 m au minimum, qui pénètre de 3 km dans les terres et s'étend sur environ 2,7 km2 de superficie totale.

### Toponymie
Historiquement c'est l'ensemble de la baie du Noroît qui avait été dénommée « Baie de Quiberon » par Yves Joseph de Kerguelen de Trémarec en 1774 (et reporté sous ce nom sur la carte dite des États-Majors la même année) en référence à la commune de Quiberon dans le Morbihan, avant que ce toponyme ne soit restreint par la suite à la seule anse.